# Festival de cine fantástico de Avoriaz
El Festival Internacional de Cine Fantástico de Avoriaz (en francés, Festival International du Film Fantastique d'Avoriaz) fue una competencia cinematográfica que se desarrolló en el mes de enero, entre los años 1973 y 1993, en la estación de esquí de Avoriaz, Alta Saboya (Francia). Creado por Gérard Brémond y Lionel Chouchan tras su cancelación el festival prosiguió con cambios, desde 1994, renombrado como Festival International du Film Fantastique de Gérardmer (en inglés, Fantastic'Arts).
El festival, orientado principalmente al cine de ciencia ficción y horror, galardonó a destacados directores del género con el Gran Premio (Grand Prix) entre los cuales destacan Brian De Palma, David Lynch o David Cronenbeg. El primero en recibirlo fue Steven Spielberg por su filme Duel.

## Gran Premio
- 1973: Duel de Steven Spielberg
- 1974: Cuando el destino nos alcance de Richard Fleischer
- 1975: El fantasma del paraíso de Brian De Palma
- 1976:  Sin ganador
- 1977: Carrie (1976) de Brian De Palma
- 1978: Full Circle de Richard Loncraine
- 1979: Patrick de Richard Franklin
- 1980: Time After Time de Nicholas Meyer
- 1981: El hombre elefante de David Lynch
- 1982: Mad Max 2 de George Miller
- 1983: The Dark Crystal de Jim Henson y Frank Oz
- 1984: De Lift de Dick Maas
- 1985: The Terminator de James Cameron
- 1986: Pesadilla sin retorno de Alan J. Pakula
- 1987: Terciopelo azul de David Lynch
- 1988: Hidden: Lo oculto  de Jack Sholder
- 1989: Dead Ringers de David Cronenberg
- 1990: Lecturas diabólicas (I, Madman) de Tibor Takacs
- 1991: Tales from the Darkside: The Movie de John Harrison
- 1992: Escape from the 'Liberty' Cinema (Ucieczka z kina 'Wolnosc') de Wojciech Marczewski
- 1993: Braindead de Peter Jackson

## Premios del último Festival en 1993
- Gran premio: Peter Jackson por Braindead (Tu madre se ha comido a mi perro) - 1992
- Premio especial del Jurado: Manny Coto por Dr. Giggles - 1992
- Premio a la mejor actriz: Virginia Madsen por Candyman (Candyman: el dominio de la mente) - 1992
- Premio a la mejor música: Philip Glass por Candyman
- Premio del público: Bernard Rose por Candyman